# Gilbert Pertry
Gilbert Pertry, né le 13 février 1927 à Frelinghien (Nord) et mort le 21 février 2021 à Béthune (Pas-de-Calais), est un coureur cycliste français, actif dans les années 1950.

## Biographie
Gilbert Pertry a été coureur professionnel de 1952 à 1955 au sein des équipes Colomb, Peugeot et Mercier,. Il a remporté le Grand Prix de Fourmies et a terminé dix-septième de Paris-Roubaix en 1953. 

## Palmarès
- 1953
  - Grand Prix de Fourmies